# Grafschaft Senlis
Die Grafschaft Senlis (lateinisch Silvanecti nach den keltischen Silvanektern) mit dem Hauptort Senlis a.d. Oise bestand bereits zur Zeit der Karolinger und gehörte bei der Thronbesteigung Hugo Capets 987 zur Domaine royal – neben der Burgvogtei von Poissy als einziges Gebiet in der Île-de-France.

## Grafen von Senlis
- Guido, Graf von Senlis
- Bernhard (* wohl 880, † nach 945), dessen Sohn, Graf von Senlis, mit den Karolingern verwandt ohne belegten Anschluss an die Familie, aber wohl aus dem Umfeld der Grafen von Vermandois

Seit 987 war die Grafschaft Senlis Teil der Domaine royal.

## Herren von Senlis
- Simon I. de Senlis (Silvanecti, englisch St Liz), geht 1066 mit Wilhelm dem Eroberer nach England, 1086–1090 2. Earl of Huntingdon und Northampton, † wohl 1111/1112
- Walram (Galeran), genannt Blanchard Silvanectensis (de Senlis), Großkämmerer von Frankreich, 1061–1108 bezeugt
- Guido (Guy) Silvanectensis, dessen Sohn, 1106–1121 Großkämmerer von Frankreich
- Wilhelm (Guillaume) Silvanectensis, dessen Bruder, Großkämmerer von Frankreich